# Municipio de Ewing (Arkansas)
El municipio de Ewing (en inglés: Ewing Township) es un municipio ubicado en el condado de Boone en el estado estadounidense de Arkansas. En el año 2010 tenía una población de 458 habitantes y una densidad poblacional de 14,49 personas por km².

## Geografía
El municipio de Ewing se encuentra ubicado en las coordenadas 36°8′15″N 93°3′13″O / 36.13750, -93.05361. Según la Oficina del Censo de los Estados Unidos, el municipio tiene una superficie total de 31.6 km², de la cual 31,59 km² corresponden a tierra firme y (0,05 %) 0,02 km² es agua.

## Demografía
Según el censo de 2010, había 458 personas residiendo en el municipio de Ewing. La densidad de población era de 14,49 hab./km². De los 458 habitantes, el municipio de Ewing estaba compuesto por el 96,94 % blancos, el 0,22 % eran afroamericanos, el 0,66 % eran amerindios, el 0,22 % eran asiáticos y el 1,97 % eran de una mezcla de razas. Del total de la población el 1,97 % eran hispanos o latinos de cualquier raza.